# Suchy
Suchy ist eine politische Gemeinde im Distrikt Jura-Nord vaudois des Kantons Waadt in der Schweiz.

## Geographie
Suchy liegt auf 581 m ü. M., 7 km südsüdwestlich der Bezirkshauptstadt Yverdon-les-Bains (Luftlinie). Das Haufendorf erstreckt sich auf einer Hochfläche östlich der Orbeebene, auf den nördlichen Ausläufern des Hochplateaus des Gros de Vaud, im Waadtländer Mittelland.
Die Fläche des 6,7 km² grossen Gemeindegebiets umfasst einen Abschnitt des nördlichen Waadtländer Mittellandes. Der westliche Gemeindeteil wird von der breiten Hochfläche von Suchy eingenommen, die im Südwesten vom Bach Ruisseau des Combes, im Westen vom Steilabfall zur Orbeebene und im Norden von den Erosionstälern des Dorfbachs von Ependes begrenzt wird. Nach Osten erstreckt sich der Gemeindeboden in das ausgedehnte Waldgebiet Bois de Suchy auf dem Höhenrücken zwischen der Orbeebene und dem Tal des Buron. Mit 607 m ü. M. befindet sich der höchste Punkt von Suchy inmitten des Bois de Suchy. Von der Gemeindefläche entfielen 1997 3 % auf Siedlungen, 38 % auf Wald und Gehölze und 59 % auf Landwirtschaft.
Zu Suchy gehören einige Einzelhöfe. Die Nachbargemeinden von Suchy sind im Norden Ependes, im Osten Belmont-sur-Yverdon, im Südosten Essertines-sur-Yverdon, im Westen Chavornay.

## Bevölkerung
Mit 669 Einwohnern (Stand 31. Dezember 2023) gehört Suchy zu den kleinen Gemeinden des Kantons Waadt. Von den Bewohnern sind 91,6 % französischsprachig, 5,5 % deutschsprachig und 1,7 % portugiesischsprachig (Stand 2000). Die Bevölkerungszahl von Suchy belief sich 1900 auf 354 Einwohner. Nachdem die Bevölkerung bis 1980 auf 229 Personen abgenommen hatte, wurde seither wieder eine deutliche Bevölkerungszunahme registriert.

## Wirtschaft
Suchy war bis in die zweite Hälfte des 20. Jahrhunderts ein vorwiegend durch die Landwirtschaft geprägtes Dorf. Noch heute haben der Ackerbau (Getreide, Raps, Zuckerrüben) und der Obstbau eine wichtige Bedeutung in der Erwerbsstruktur der Bevölkerung. Bis 1957 wurde auch noch Weinbau betrieben. Weitere Arbeitsplätze sind im lokalen Kleingewerbe und im Dienstleistungssektor vorhanden. In den letzten Jahrzehnten hat sich Suchy dank seiner attraktiven Lage zu einer Wohngemeinde entwickelt. Zahlreiche Erwerbstätige sind deshalb Wegpendler, die vor allem in Orbe und im Raum Yverdon-les-Bains arbeiten.

## Verkehr
Die Gemeinde ist verkehrstechnisch recht gut erschlossen, obwohl sie abseits der grösseren Durchgangsstrassen liegt. Der Autobahnanschluss Chavornay an der 1981 eröffneten A1 (Lausanne-Yverdon) ist rund 4 km vom Ortskern entfernt. Durch einen Postautokurs ist Suchy mit Yverdon verbunden.

## Geschichte
Die erste schriftliche Erwähnung des Ortes erfolgte bereits im Jahr 885 unter der Bezeichnung Solpiaco id est Suzchie in einer Urkunde des Kapitels von Lausanne. Später erschienen die Namen Suichie (1218), Souchie (1219), Sochy (1226), Suchie (1227), Suschie (1233), Suchiez (1270) und Suchye (1317). Der Ortsname (vom lateinischen Solpiacum abgeleitet) geht auf den römischen Geschlechtsnamen Sulpius zurück.
Suchy gehörte im Mittelalter zunächst zur Herrschaft Grandson und kam 1367 an die Herrschaft Belmont. Mit der Eroberung der Waadt durch Bern im Jahr 1536 gelangte das Dorf unter die Verwaltung der Vogtei Yverdon. Nach dem Zusammenbruch des Ancien Régime gehörte Suchy von 1798 bis 1803 während der Helvetik zum Kanton Léman, der anschliessend mit der Inkraftsetzung der Mediationsverfassung im Kanton Waadt aufging. 1798 wurde es dem Bezirk Yverdon zugeteilt.

## Sehenswürdigkeiten
Die Dorfkirche geht ursprünglich auf das 12. Jahrhundert zurück, wurde aber im 18. Jahrhundert neu gebaut. Im kompakten Ortskern sind zahlreiche charakteristische Bauernhäuser aus dem 17. bis 19. Jahrhundert erhalten.

## Persönlichkeiten
- Edmond Grin (1895–1977), evangelischer Geistlicher und Rektor der Universität Lausanne